# José Salema
José Luis Salema Abrantes (* 19. Mai 1970 in Buenos Aires) ist ein ehemaliger argentinischer Beachvolleyballspieler.

## Karriere
Nach zwei Turnieren mit Hernan Rojas wechselte Salema 1996 seinen Partner. Mit Mariano Baracetti bildete er bis 2000 ein Beachvolleyballteam. Die beiden traten im vorerst letzten Jahr ihrer Zusammenarbeit bei den Olympischen Sommerspielen in Sydney an und gewannen zuvor das FIVB Turnier in Mar del Plata. 2001 spielte Salema mit Eduardo Martinez und Pedro Depiaggio. Nach zwei Turnieren 2002 mit Pablo Del Coto legte Salema eine zweijährige Pause ein. 2005 war Martín Conde sein Partner. Conde/Salema erreichten bei den Weltmeisterschaften in Berlin Platz sieben. Nach wenigen Turnieren 2006 mit Depiaggio gab es für Salema eine erneute Spielpause. 2008 spielte José Salema wieder mit seinem früheren Partner Baracetti mit einem dritten Platz in Sanya in China als bestem Ergebnis, 2009 spielten die beiden Südamerikaner die komplette Saison zusammen und erreichten bei ihrem letzten Turnier in Stare Jabłonki in Polen als Neunte noch einmal eine Top-Ten-Platzierung.